# 9300 Johannes
9300 Johannes eller 1985 PS är en asteroid i huvudbältet som upptäcktes den 14 augusti 1985 av den amerikanske astronomen Edward L.G. Bowell vid Anderson Mesa Station. Den är uppkallad efter Johannes Andersen.
Asteroiden har en diameter på ungefär 7 kilometer.